# Hoggicosa
Genre
Hoggicosa est un genre d'araignées aranéomorphes de la famille des Lycosidae.

## Distribution
Les espèces de ce genre sont endémiques d'Australie.

## Liste des espèces
Selon World Spider Catalog (version 19.0, 21/05/2018) :
- Hoggicosa alfi Langlands & Framenau, 2010
- Hoggicosa bicolor (Hogg, 1906)
- Hoggicosa brennani Langlands & Framenau, 2010
- Hoggicosa castanea (Hogg, 1906)
- Hoggicosa duracki (McKay, 1975)
- Hoggicosa forresti (McKay, 1973)
- Hoggicosa natashae Langlands & Framenau, 2010
- Hoggicosa snelli (McKay, 1975)
- Hoggicosa storri (McKay, 1973)
- Hoggicosa wolodymyri Langlands & Framenau, 2010

## Publication originale
- Roewer, 1960 : Araneae Lycosaeformia II (Lycosidae). Exploration du Parc National de l'Upemba Mission G.F. de Witte, vol. 55, p. 519-1040.